# Agencia de viajes

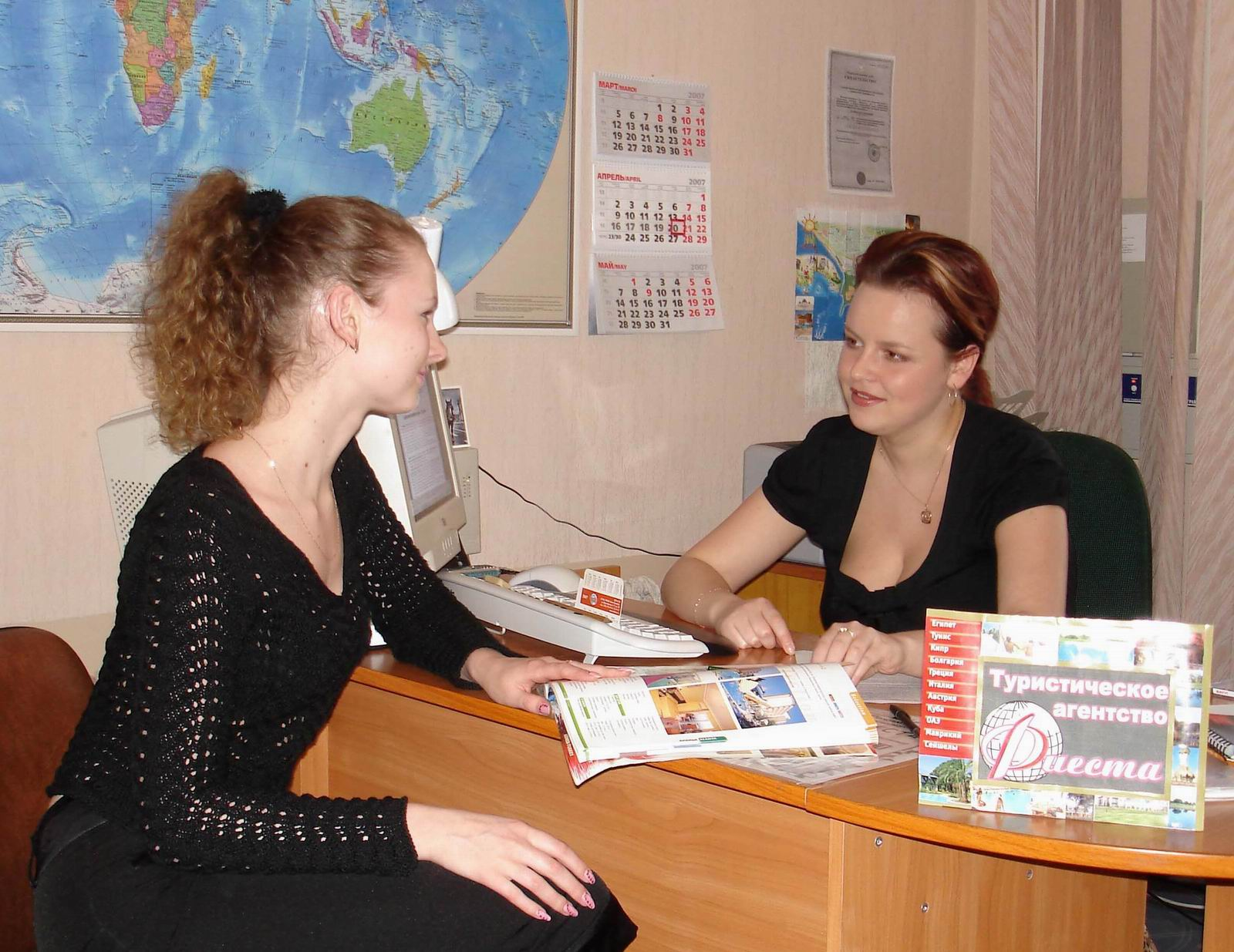
Una agencia de viajes en Rusia.

Una agencia de viajes es una empresa asociada al turismo, cuyo oficio es la intermediación en la organización y realización de proyectos, planes e itinerarios, elaboración y venta de productos turísticos entre sus clientes y determinados proveedores de viajes, como por ejemplo transportistas (aerolíneas, cruceros), servicio de alojamiento (hoteles, hostels, hospedajes), con el objetivo de poner los bienes y servicios turísticos a disposición de quienes deseen y puedan utilizarlos.
La compañía británica Cox & Kings, creada en 1859, es la agencia de viajes más antigua del mundo y Thomas Cook uno de sus más notables pioneros, por su planificación desde 1841 de excursiones religiosas en grupo. En cualquier caso, las agencias de viajes se desarrollaron sobre todo a partir de los años veinte, con el desarrollo de la aviación comercial.
La frase agencia de viajes ha cambiado su significado desde la emergencia de compañías como la antes citada, que hoy en día es considerada más bien un tour operator. La diferencia es que los tour operators ofrecen de una forma muy cerrada los planes de viaje, mientras que las agencias intentan más bien plegarse lo más posible a los clientes, tomando sus servicios, entre otros, del mayor número posible de tour operators.
Las agencias de viajes resultan especialmente útiles para la contratación de viajes de varios días en el extranjero, pues facilitan los trámites con las compañías foráneas y resuelven los problemas derivados del alojamiento y de la guía turística.

## Características
La mayoría de las agencias de viajes no solo venden boletos de avión o tren; sus servicios varían y muchas de ellas venden más paquetes de cruceros que boletos de avión, así como servicios relacionados con hoteles. La mayoría de las agencias de viajes también llevan a cabo alquiler de coches para sus clientes o se concentran en la organización de viajes para grupos a diferentes destinos. Para ello, trabajan con aerolíneas regulares, aunque en muchas ocasiones lo hacen con compañías de vuelos chárter. Muchas agencias de viajes representan en exclusiva a un pequeño grupo de proveedores: líneas aéreas, cruceros y empresas de alquiler de coches, por lo que, a menudo, los logos de estas empresas se muestran en las vidrieras de las oficinas de la agencia. Algunas agencias de viajes brindan un servicio de casa de cambio.
En la mayoría de las agencias también se puede ofrecer servicio de tours, en destinos más comerciales principalmente, dependiendo el destino se pueden ofrecer con traslados incluidos donde el cliente sale desde la comodidad de su hotel, también se pueden incluir alimentos y bebidas, guías certificados para dar mayor información de los sitios que se están conociendo, cuando se viaja en familia se obtienen precios preferenciales o paquetes especiales concebidos al turismo en pequeños grupos. El turismo en general es amplio en toda la extensión de la palabra se puede encontrar opciones de viaje para todos los gustos y presupuestos; haciendo énfasis en las propuestas de aerolíneas de bajo costo que facilitan la movilidad de temporadistas en vacaciones y/o temporada regular.

## Tipos
Una agencia de viajes puede consolidarse como un único centro de operaciones o, por el contrario, como una cadena de locales repartidos por una zona determinada.
A la hora de la exclusividad de lo ofrecido, las agencias de viajes se dividen en dos grandes grupos: por un lado, están aquellas grandes agencias que, actuando casi como auténticos proveedores, ofrecen servicios y productos que, aunque condicionados por ellas mismas, son de carácter muy general y poco adaptados a las preferencias particulares; por otro lado, están las agencias de viajes de menor envergadura que, aun teniendo un menor control sobre el servicio ofrecido, tienen la posibilidad de adaptarse mucho más a las condiciones de cada cliente.
Existen dos distintos tipos de agencias de viajes:
a) Según su naturaleza operativa y el punto de vista:
- Comercial: 
  - Tour Operadoras: aquellas que organizan los viajes contratando directamente con los proveedores de los servicios.
  - Mayoristas o Wholesaler: aquellas que elaboran proyectos, ofrecen y distribuyen productos y servicios turísticos a través del agencias minoristas. Normalmente no contratan con el cliente final. Suelen hacer reservas para cubrir las demandas de los minoristas, los mayoristas ganan una comisión sobre las ventas de los minoristas.
  - Minoristas, Detallista o Retailler: aquellas que venden directamente al consumidor, servicios y productos organizados por otras agencias o sí mismas.
  - Mixta o de Organización y prestación de servicios: tiene capacidad para elaborar y organizar viajes y servicios para clientes y agentes.
- Geográfico: 
  - Internacional: tiene cobertura mundial.
  - Nacional: tiene cobertura dentro de un país.
  - Local: Tiene cobertura en una localidad o ciudad y sus alrededores.
- Operativa Turística: 
  - Agencia de turismo emisivo o de exportación: atiende la oferta y demanda del turismo que se emite hacia exterior de un país.
  - Agencia de turismo receptivo: atiende dentro del país las corrientes turísticas provenientes del exterior.
  - Agencia de turismo interno: atiende el movimiento interno del turismo de un país.

b) Según la regulación jurídica argentina:
El 6 de noviembre de 1970 se dictó la Ley Argentina n°18.829, que normaliza la actividad de las Agencias de Viajes. La ley procura que la actividad de las agencias se desarrolle dentro de un marco de dignidad, bajo un justo control de calidad y honestidad de los servicios que prestan.
El artículo n.º 4 del decreto reglamentario n°2182/72, clasifica a las Agencias de Viajes en tres categorías, a saber:
- 1) Empresas de Viajes y Turismo: son las que realizan todas las actividades mencionadas en el artículo n.º 1 de la ley 18829, para clientes propios, para otras agencias del país o del exterior o para terceros.
- 2) Agencias de Turismo: son las que realizan todas las actividades mencionadas en el artículo n.º 1 de la ley 18829, para sus clientes, incluyendo turismo receptivo por cuenta propia.
- 3) Agencias de Pasajes: son las que pueden actuar en la reserva y venta de pasajes en todos los medios de transporte autorizados o en la venta de servicios programados por las Empresas de Viajes y Turismo y los transportadores aéreos, acuáticos y terrestres.

## Organizaciones
El 20 de abril de 1931, se formó la Sociedad Americana de Agencias de Viaje (ASTA) en la ciudad de Nueva York para defender los derechos de los agentes de viaje estadounidenses sobre el poder de los crecientes sistemas del día de las aerolíneas. Ahora con sede en Alexandria, Virginia, el ASTA sigue representando a las agencias y agentes de viaje.
El organismo internacional para registrar agentes de viaje es la Asociación Internacional de Transporte Aéreo (IATA), aunque la mayoría de los agentes de viaje son registrados a través de organismos nacionales como la Federación Australiana de Agentes de Viaje.

## Internet
Con la llegada del acceso general a Internet, muchas aerolíneas y otras compañías de viaje comenzaron a vender los billetes directamente a los pasajeros. Como consecuencia, las aerolíneas dejaron de tener la necesidad de pagar comisiones a los agentes de viaje por cada boleto vendido. Desde 1997, las agencias de viaje gradualmente se tuvieron que adaptar a la desintermediación, la reducción en costos causada por remover las capas desde el paquete holiday distribution network.
El avance de internet ha provocado que las agencias de viajes puedan realizar un servicio más automatizado a través de una página web, no solo con información detallada de los paquetes turísticos o servicios que pueden ofrecer al público, si no también con la opción de realizar reservas a tiempo real. Los sitios de reserva de viaje completo a menudo son complejos, y requieren la asistencia de proveedores de soluciones de tecnología de viaje como Travelocity, Pas, hoteles, renta de automóviles y en ocasiones estar afiliados a empresas IATA, un ejemplo de estas empresas son Sabre Travel Network, la cual permite a las agencias volverse emitidores directos de boletos aéreos.
Algunos de los sitios web de viaje permiten a los visitantes comparar las cuotas de las múltiples compañías hoteleras y de vuelo de manera gratuita. A menudo permiten a los visitantes ordenar los paquetes de viaje por servicios, precio o proximidad a una ciudad o señal.
Los agentes de viaje han desarrollado herramientas de embalaje dinámico para proveer el viaje totalmente consolidado (protección financiera completa) a precios equivalentes a o menores que lo que un miembro del público puede reservar en línea. Así, las ventajas de las agencias financieras son adicionalmente protegidas para el consejo profesional de las agencias de viaje.
Todos los sitios de viaje en línea que venden habitaciones de hotel en línea trabajan juntos con numerosas agencias de viaje ajenas. Una vez que el sitio vende una reserva, uno de los agentes de viaje suplementarios es contactado y tratará de obtener una confirmación para este hotel. Cuando esto es confirmado o no, el cliente es contactado con el resultado. Esto significa que reservar en un hotel en un sitio de viaje no te dará una respuesta instantánea. Solo algunos de los hoteles en un sitio de viajes pueden ser confirmados instantáneamente (que están normalmente marcados como tal en el sitio). Como diferentes sitios de viajes trabajan con diferentes suplentes juntos, cada sitio tiene diferentes hoteles que pueden confirmar instantáneamente.
Las razones para escoger una agencia en línea son muchas, la accesibilidad y un resultado casi instantáneo, ya que siempre que se tenga a disposición un ordenador o móvil con conexión a internet, se puede reservar el viaje u hotel y todo esto desde la comodidad del lugar donde se encuentre. Además los precios bajos en comparación a las agencias tradicionales, debido a que en una agencia en línea el costo operativo es casi nulo. Además que el usuario tiene a su alcance todas las ofertas disponibles, y con ello escoger la que mejor beneficios le traiga. La diversidad de formas de pago es otra razón por la cual las agencias de viaje en línea están teniendo mucha aceptación. Tarjetas de crédito o débito, pago a plazos, pagos con monederos virtuales y sumado a ello la ventaja que ofrecen la mayoría de aerolíneas de acumular puntos, afiliaciones a programas y descuentos. Y al final podemos mencionar la libertad al momento de elegir, ya que es solamente del comprador, sin importar la opinión de un agente de viajes, y el usuario se pueda sentir presionado ante su decisión.
En algunos países se han creado directorios digitales que permiten a los usuarios localizar agencias de viajes por región o tipo de servicio. En España, existen sitios que agrupan a empresas turísticas bajo criterios geográficos o temáticos, ofreciendo visibilidad y contacto directo con los viajeros.

## Carreras
Con las personas cambiando al servicio de los sitios en línea, el número de empleos disponibles como agente de viaje ha disminuido. La mayoría de los empleos que se vuelven disponibles son de agentes de viaje mayores que se retiran. Neutralizando la disminución de empleos por los servicios en línea, está el incremento de la gente que viaja. Desde 1995, muchos agentes de viaje han salido de la industria, y relativamente poca gente joven ha entrado en el campo debido a salarios menos competitivos. En todo caso, otras han abandonado la agencia “ladrillo y mortero” por un negocio basado en el hogar para reducir gastos. Aquellos que quedan han sobrevivido promoviendo otros productos de viaje como cruceros y excursiones en tren, o promoviendo su habilidad para agresivamente buscar y ensamblar complejos paquetes de viaje.